# Western Alliance Bancorporation
Western Alliance Bancorporation es un holding bancario regional con sede en Phoenix, Arizona (Estados Unidos). Está en la lista de los bancos más grandes de los Estados Unidos y ocupa el puesto 13 en la lista Forbes de los mejores bancos de Estados Unidos.
Las subsidiarias bancarias de la compañía incluyen Alliance Association Bank, un banco comercial que se especializa en comunidades de propietarios de viviendas en Arizona; Alliance Bank of Arizona, un banco minorista; Bank of Nevada, un banco minorista en el condado de Clark, Nevada; Bridge Bank, un banco comercial en el Área de la Bahía de San Francisco con oficinas de producción de préstamos en nueve estados; First Independent Bank, un banco minorista en el oeste de Nevada, y Torrey Pines Bank, un banco minorista en el sur de California. Western Alliance también es propietaria de AmeriHome Mortgage, una compañía de préstamos hipotecarios.

## Historia
El banco fue fundado en 1994 en Las Vegas, Nevada.
En 2010 trasladó su sede a Phoenix, Arizona.
En abril de 2021, la empresa adquirió AmeriHome por 1220 millones de dólares.